# سار اشتولمن
سار اشتولمن (نام علمی: Poeoptera stuhlmanni) نام یک گونه از تیره ساران است.